# Nils Ludvig Söderholm
Nils Ludvig Söderholm, född 7 december 1827 i Husby socken, Kopparbergs län, död 14 februari 1870 i Gävle, var en svensk teckningslärare, tecknare och litograf. 
Söderholm var gift med akademiritmästaren Magnus Körners dotter Fredrika Körner. Söderholm studerade vid Konstakademien i Stockholm 1859 och blev senare teckningslärare i Gävle där han medverkade i några samlingsutställningar. Han uppges ha målat en altartavla för Hille kyrka efter en kopia av Nils Blommér samt dekorationen av Elfstrandska gravkoret i Gävle.